# Procissão do Senhor dos Passos da Graça

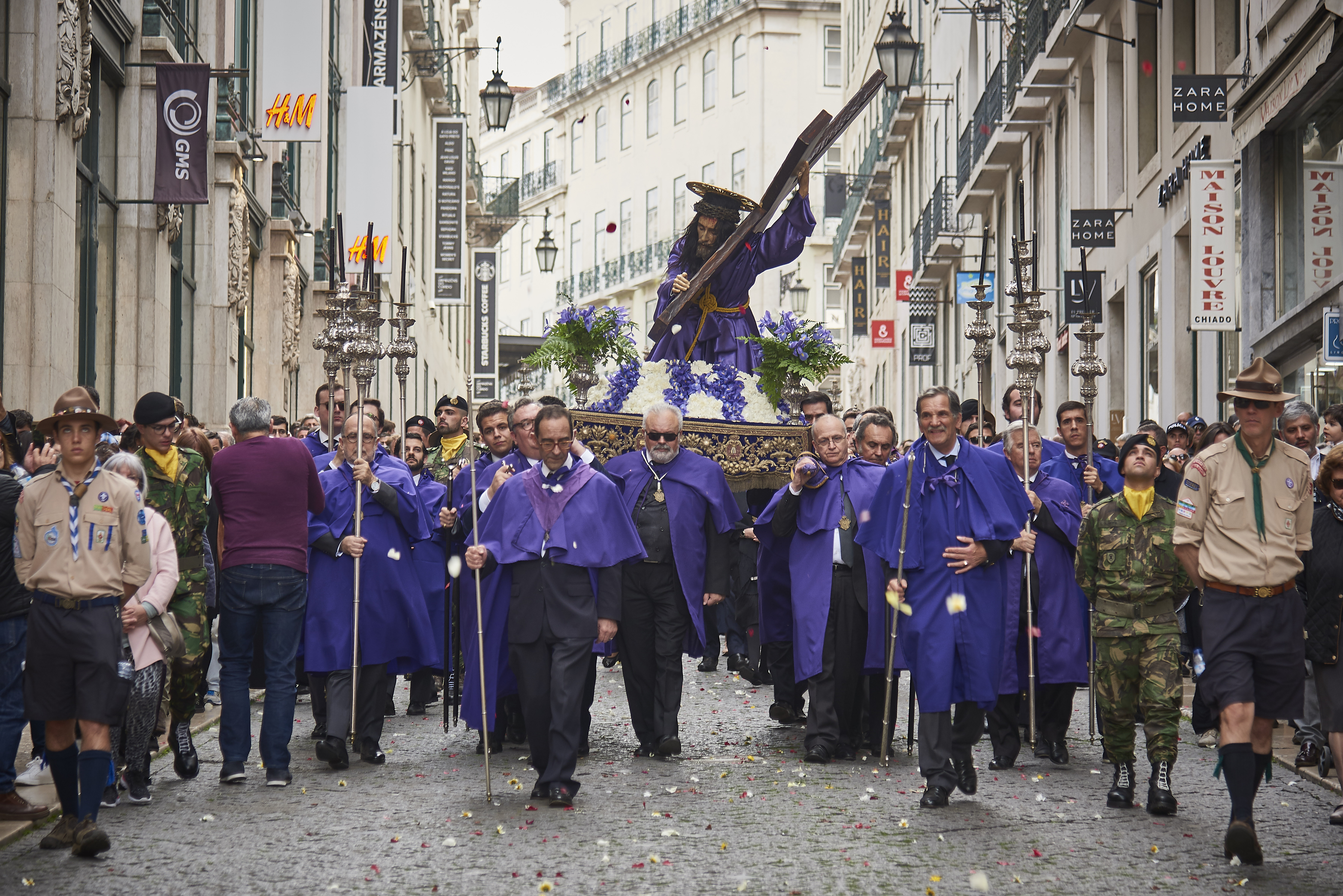
A Procissão do Senhor dos Passos da Graça, em 2020

A Procissão do Senhor dos Passos da Graça, organizada pela Real Irmandade da Santa Cruz e Passos da Graça, é uma das mais antigas e importantes procissões religiosas que se realiza anualmente na cidade de Lisboa, em Portugal, no segundo domingo da Quaresma. A procissão realiza-se ininterruptamente desde 1587.
O cortejo público, entre a Igreja de São Roque e o Convento da Graça, faz a memória do trajecto percorrido por Jesus durante a Paixão, parando em sete passos que correspondem a alguns dos episódios do caminho doloroso de Cristo entre a sua condenação à morte no Pretório e o Calvário: Igreja de São Roque ("Jesus é condenado à morte e pregado na Cruz"), Igreja da Encarnação ("Jesus cai sobre o peso da Cruz"), Igreja de São Domingos ("Jesus encontra a Mãe", onde se junta à procissão o andor de Nossa Senhora da Soledade), Ermida de Nossa Senhora da Saúde ("Jesus consola as mulheres de Jerusalém"), Passo do Terreirinho na Rua dos Cavaleiros ("Verónica limpa o rosto de Jesus"), Casa de São João de Brito na Calçada de Santo André ("Jesus é ajudado por Simão de Cirene a levar a Cruz") e Igreja da Graça ("Jesus é crucificado, morto e sepultado"). O percurso da procissão reproduz a extensão da Via Dolorosa, em Jerusalém.

## História

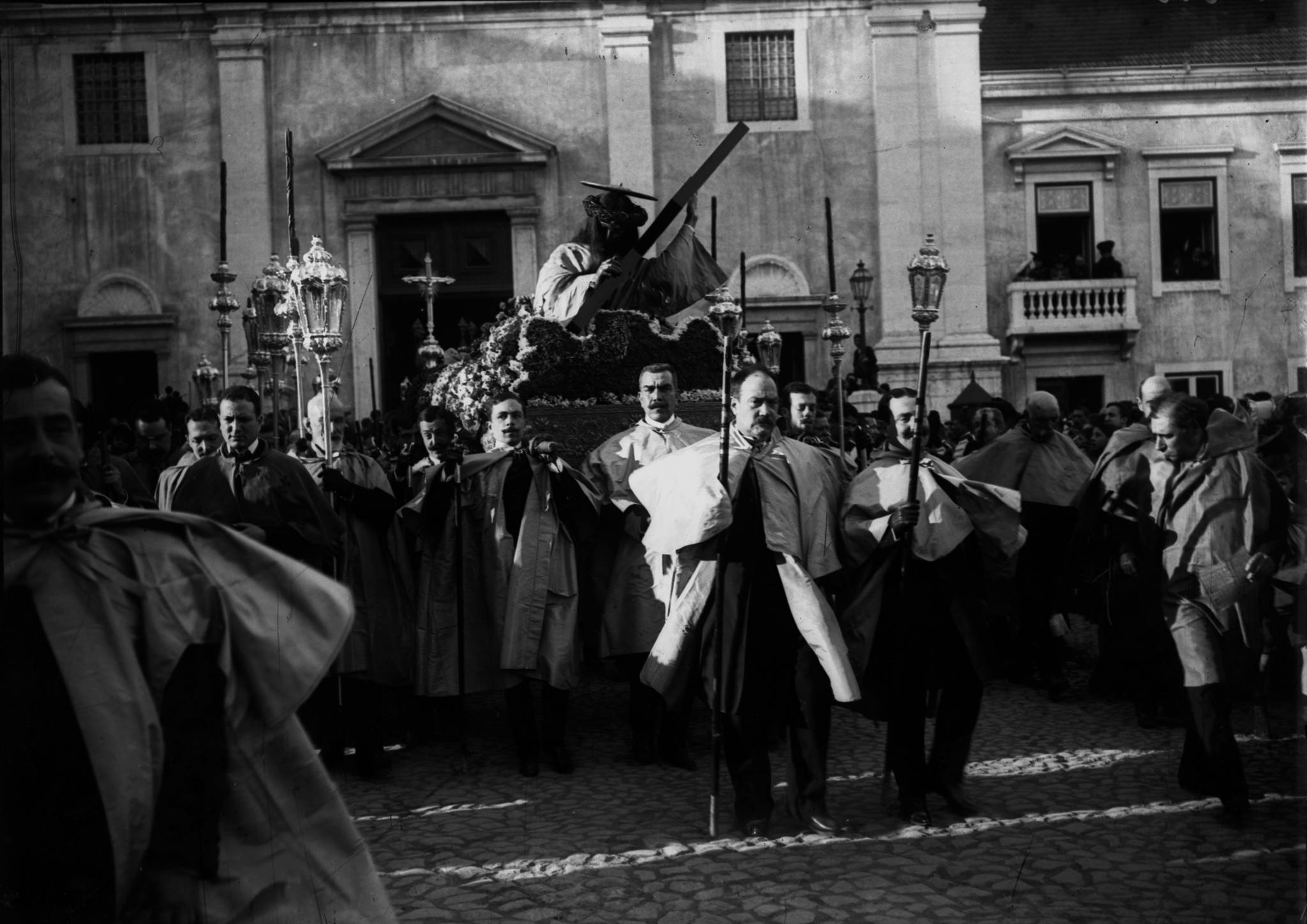
A Procissão do Senhor dos Passos saindo da Igreja de São Roque, no início do século XX.

A Procissão do Senhor dos Passos da Graça terá tido início com a iniciativa de Luís Álvares de Andrade, pintor régio, de instituir uma irmandade de devoção à Santa Cruz em 1586: com o seu crescimento e grande distinção dos seus irmãos, institui-se o hábito da realização da procissão dos Passos. Diz Jorge Cardoso no Agiológio Lusitano que fora o próprio arcebispo D. Miguel de Castro, acompanhado de Luís Álvares, que terá definido nas ruas do percurso da procissão os locais onde haviam de ser as estações dos Passos.
Entre 1910 e 2013, a Procissão passou a realizar-se num percurso mais pequeno, confinada à freguesia da Graça, em consequência das perseguições à Igreja realizadas durante a 1.ª República, tendo-se mantido dessa forma ao longo do século XX e início do século XXI. Deste período ressalva-se a excepção de 1987, pelos 400 anos da Irmandade. Em 2013, coincidindo com um período de renovação dos recursos humanos da irmandade, foi retomada a 'Procissão Grande', com o percurso original entre a igreja de São Roque e a Igreja da Graça.
Em 2021, em virtude da pandemia provocada pelo Covid-19, a procissão, que deveria ter saído à rua no dia 28 de fevereiro não se realizou pela primeira vez em 434 anos. De acordo com as instruções da Conferência Episcopal Portuguesa, a Exma. Mesa Administrativa da Irmandade decidiu realizar uma cerimónia reservada a um reduzido grupo, tendo sido presidida pelo Bispo Auxiliar de Lisboa, D. Américo Aguiar, tendo sido transmitida pela via digital e pela rádio. No final da Missa, o Senhor D. Américo Aguiar realizou a tradicional bênção à cidade. A cerimónia contou com a presença de S.E. o Senhor Presidente da República, Prof. Marcelo Rebelo de Sousa.

## Recuperação do Passo de Santo André

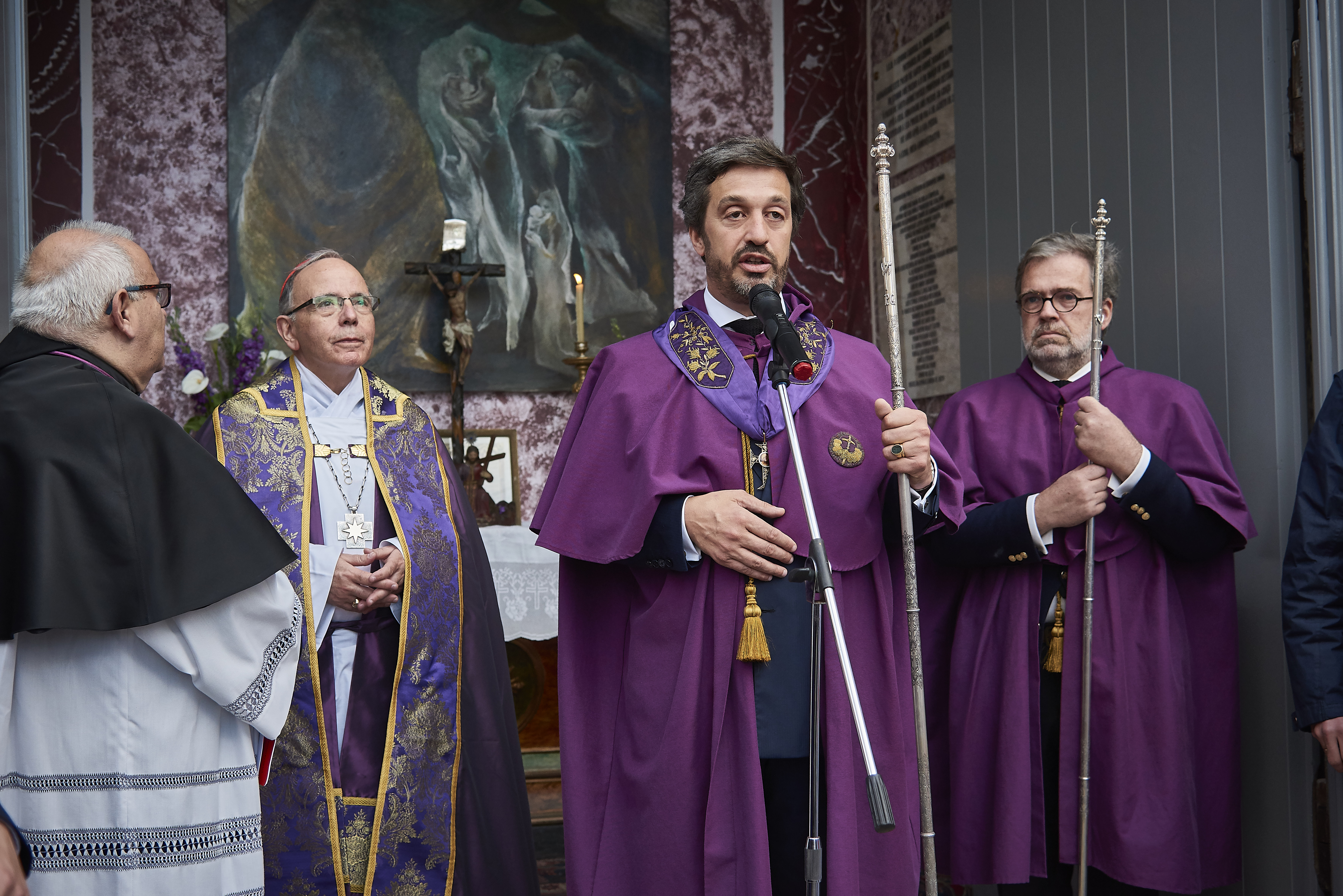
Reinauguração do Passo de Santo André, Largo Rodrigues de Freitas, 2020.

A Real Irmandade de Santa Cruz e Passos concretizou a 6 de Agosto de 2019 a aquisição do Passo de Santo André, no Largo Rodrigues de Freitas, à empresa Topázio Temático, Lda., recuperando a sua posse 107 anos após a sua perda. Nesta capela, inserida na muralha Fernandina e na casa onde nasceu São João de Brito, realiza-se o 6.º Passo da Procissão do Senhor dos Passos da Graça, nesta passagem, Jesus é ajudado por Simão de Cirene a levar a Cruz.
A escritura de aquisição foi realizada por um valor simbólico de mil euros, estando a irmandade representada pelo seu Provedor, Francisco de Mendia, e a empresa vendedora pelos seus sócios.
A recuperação do Passo de Santo André era uma ambição muito antiga da irmandade, que havia perdido a sua posse numa batalha judicial com a proprietária do edifício em 1912. Após essa data, o edifício teve vários proprietários, tendo acabado na posse da Câmara Municipal de Lisboa. No ano de 2014, a CML decidiu vender o edifício, mas salvaguardou em reunião de Assembleia Municipal de 29 de Julho de 2014 o usufruto da capela para a Real Irmandade.
O Passo de Santo André foi restaurado e reinaugurado no dia 8 de Março de 2020 por S.E.R. o Senhor Cardeal D. Manuel Clemente, Patriarca de Lisboa e Aio do Senhor dos Passos, durante a Procissão do Senhor dos Passos. O Passo foi alvo de um profundo restauro, tendo a irmandade encomendado uma pintura ao Arq. João de Sousa Araújo com o tema da leitura que ali é realizada — encontro de Jesus com as mulheres de Jerusalém.